# Gognies-Chaussée
Gognies-Chaussée és un municipi francès, situat a la regió dels Alts de França, al departament del Nord. L'any 2006 tenia 798 habitants. Antigament formava una sola unitat amb el municipi való de Gœgnies-Chaussée.

## Demografia
| 1962                                       | 1968 | 1975 | 1982 | 1990 | 1999 |
| ------------------------------------------ | ---- | ---- | ---- | ---- | ---- |
| 886                                        | 907  | 756  | 807  | 820  | 796  |
| Des de 1962: població sense dobles comptes |      |      |      |      |      |

## Administració
| Període   | Identitat      | Partit |
| --------- | -------------- | ------ |
| 2001-2008 | José Verdonckt |        |
| 2008-     | Jean Meurant   |        |